# Rollo de pianola

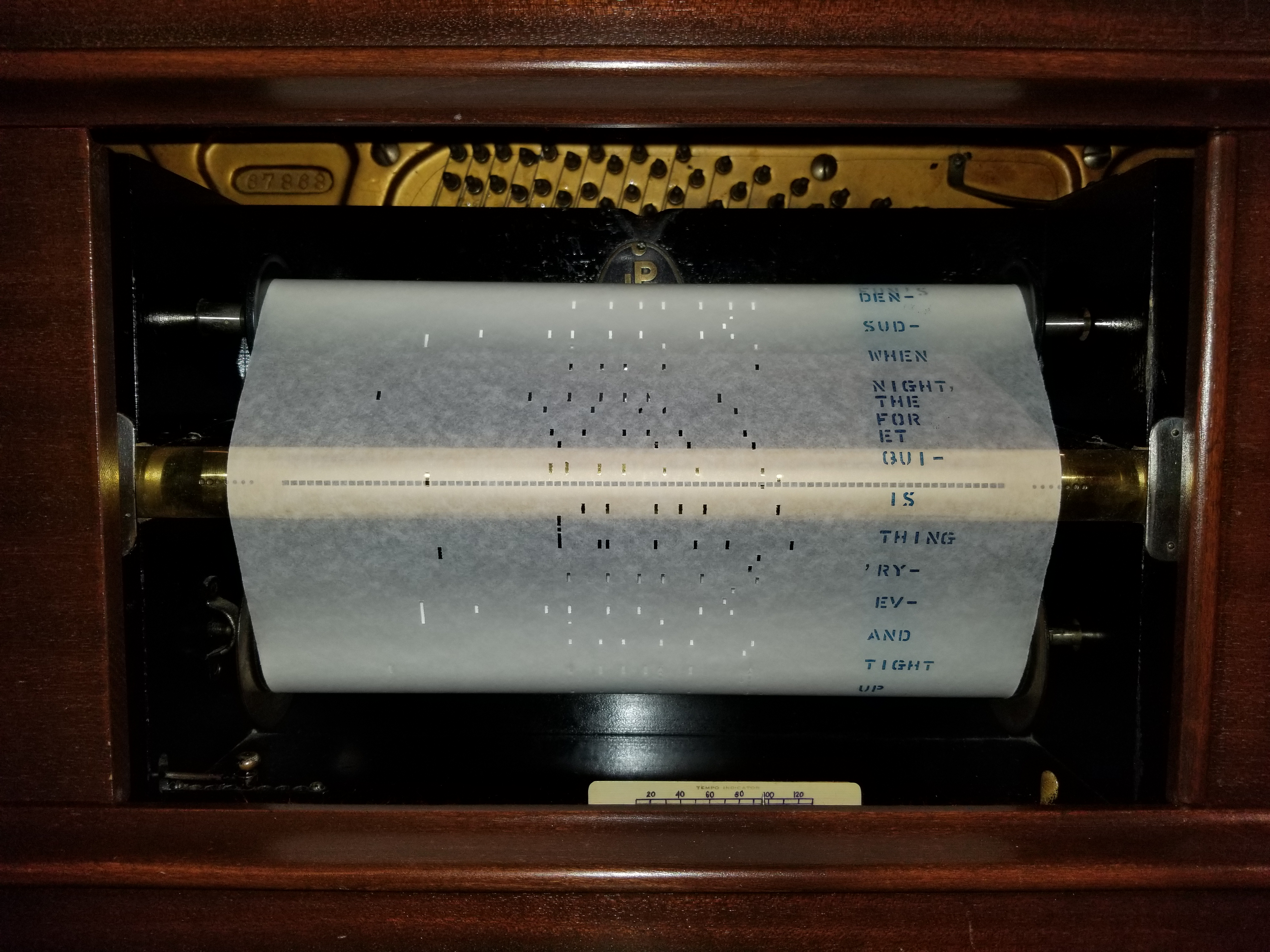
Reproducción musical de un rollo de pianola.

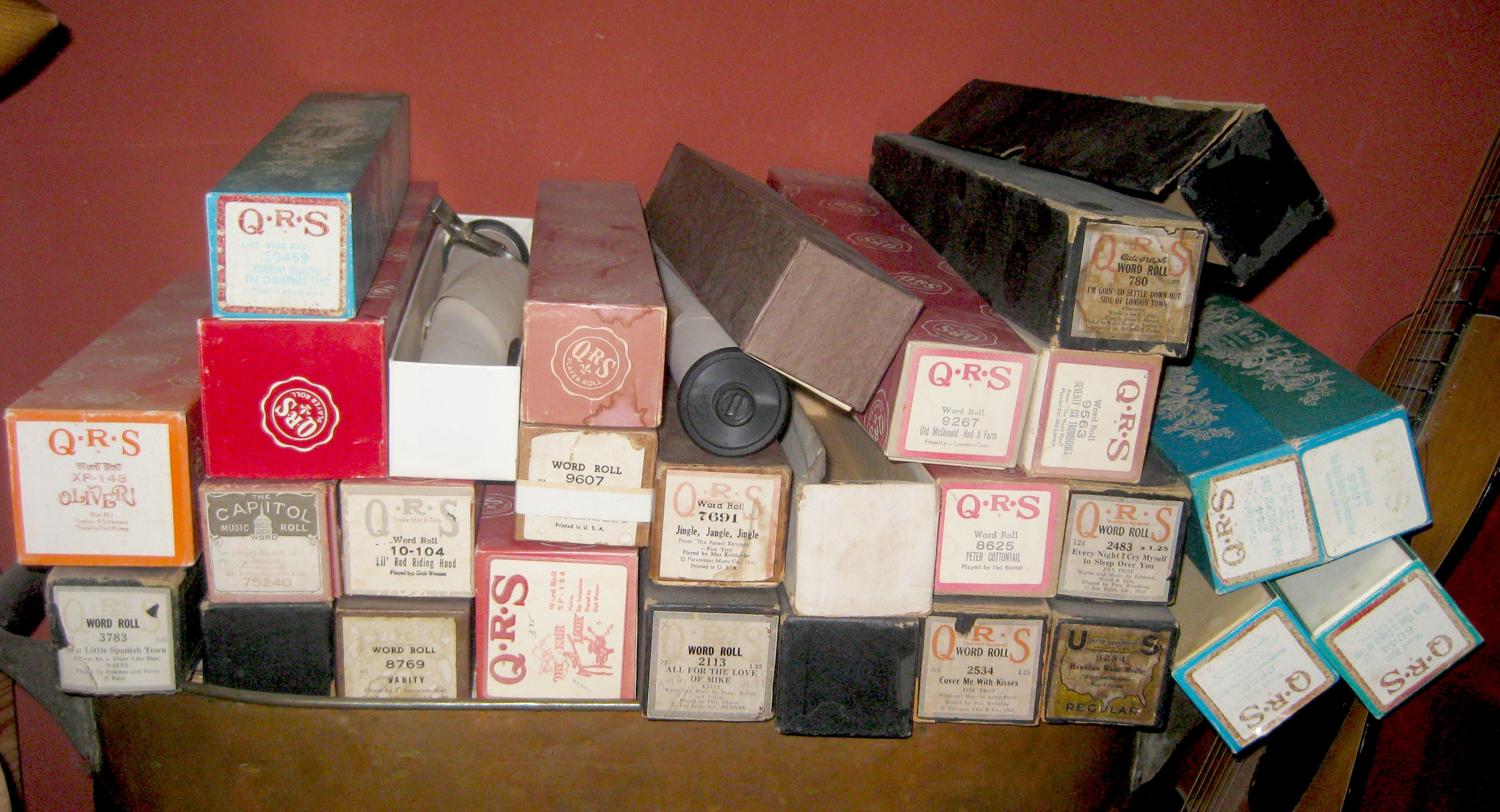
Rollos de pianola en un estante, algunos en sus cajas originales.

Un rollo de pianola es un soporte de grabación de música en papel perforado que se utiliza para tocar de forma automática una pianola o piano mecánico. Estos rollos o tiras de papel son continuos, al igual que otros rollos de música, y llevan unas perforaciones estratégicamente situadas por su posición y longitud que representan datos sobre el control de las notas musicales reproducidas por la pianola. 
El rollo se puede reproducir con un dispositivo de lectura llamado «flauta de Pan», cuyos primeros modelos tenían 58 agujeros, que se extenderían a 65 y finalmente a 88: uno para cada tecla del piano y mecanismos auxiliares, como los pedales. Cuando las perforaciones pasan lentamente por delante de la «flauta», se activa y se tocan las notas correspondientes o se accionan los pedales. Las pianolas de 65 y 88 agujeros coexistieron al mismo tiempo, y algunos modelos estaban equipados con una «flauta de Pan» de reproducción de dos filas de agujeros que permitía tocar ambos tipos de rollos.
El rollo de pianola fue el primer medio que pudo ser producido y copiado industrialmente, lo que permitió distribuir rápida y fácilmente todo tipo de música.

## Historia

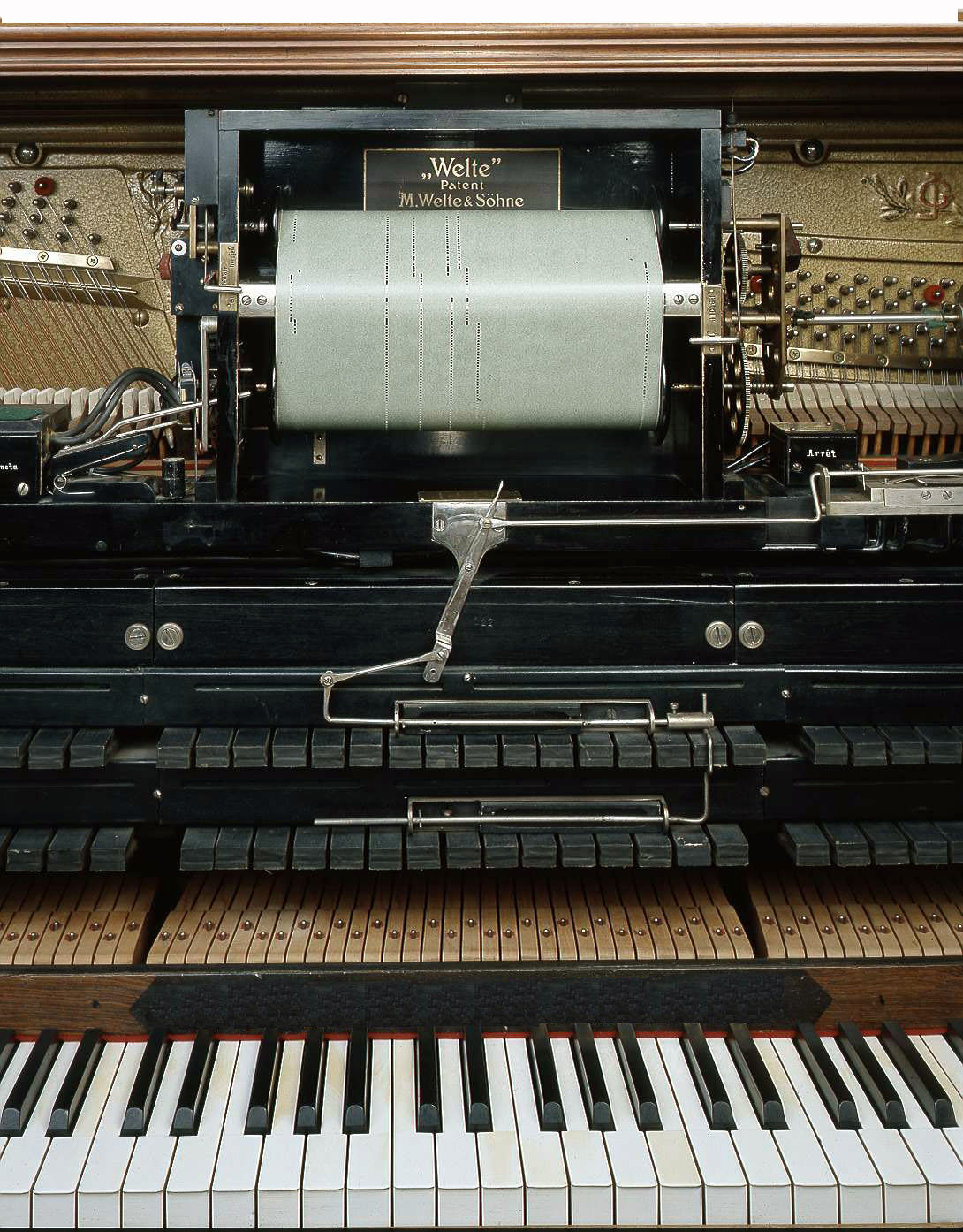
Rollo en una pianola Welte de 1927.

Los rollos de pianola han estado en producción desde al menos 1896, y todavía se siguen produciendo en la actualidad, a mucha menor escala. QRS Records ofrece 45.000 títulos con nuevos títulos añadidos de forma regular. Los archivos MIDI han reemplazado a las pianolas en el almacenamiento y reproducción de música, logrando digital y electrónicamente lo que las pianolas hacen mecánicamente. El software de edición MIDI facilita la capacidad de representar la música gráficamente como en el caso de la pianola.
Los primeros rollos de papel ya fueron utilizados comercialmente por Welte & Sons en sus orquestriones desde 1883. Posteriormente, cientos de empresas explotaron este floreciente nicho de mercado, produciendo rollos de diferentes tamaños y perforaciones. Ante esta multiplicidad algo anárquica, los fabricantes estadounidenses de rollos y de pianolas establecieron un estándar durante la llamada Convención de Búfalo del 10 de diciembre de 1908.
Una rollografía es un listado de títulos de rollos de pianola que comparten una característica similar, como el mismo género, el mismo compositor o el mismo intérprete, análoga a una discografía. Existe un proyecto, el Mechanical Music Registry Project, que gestiona una base de datos sobre registros de rollografía. En los salones o casas particulares, los rollos se almacenaban en muebles con estantes en cuadrícula, llamados «musiqueros».

## Rollos metronómicos, tocados a mano y de reproducción

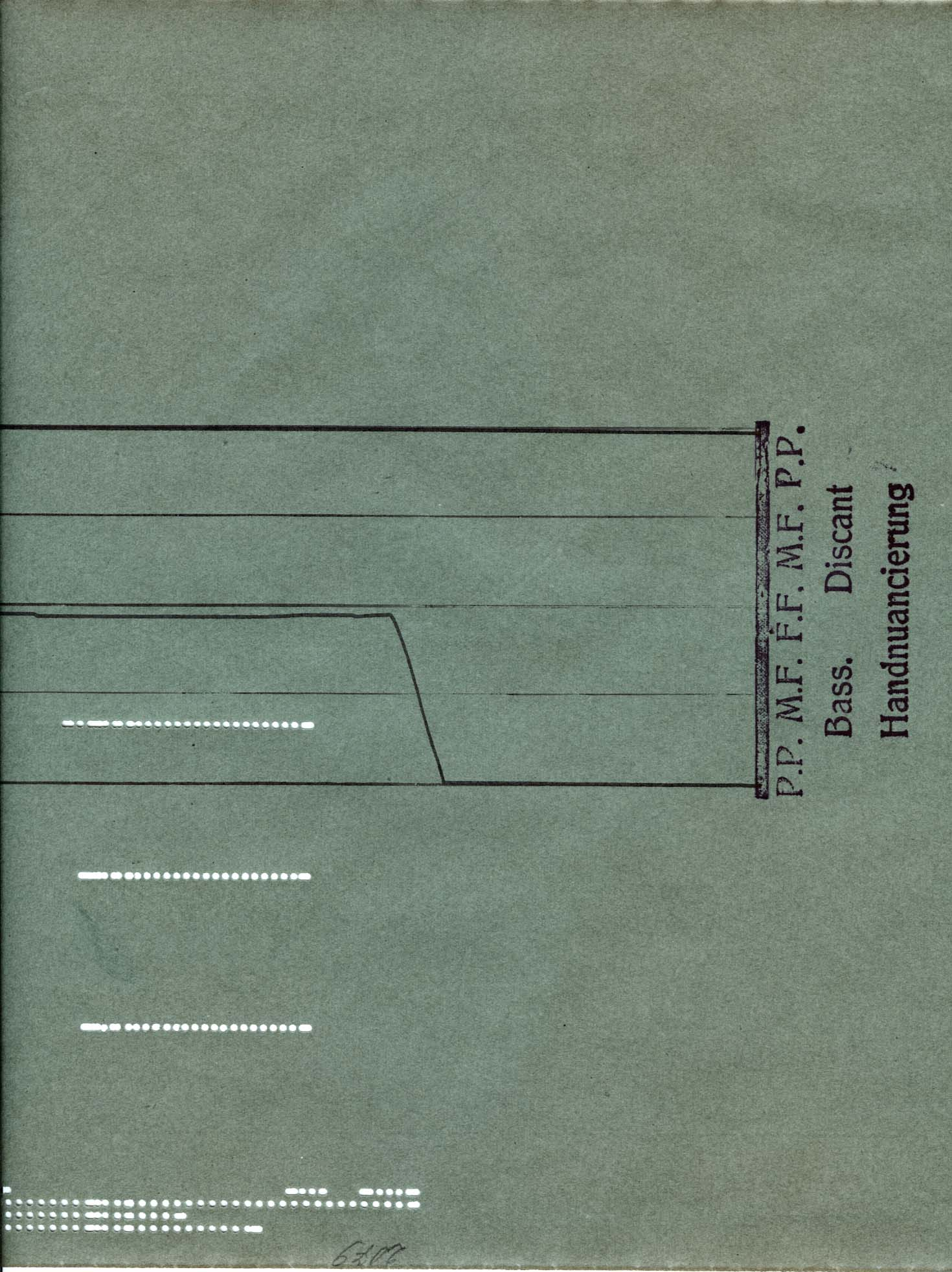
Imprimación de un rollo de pianola de la firma neumático Welte-Mignon.

Los rollos metronómicos o arreglados son los producidos colocando las ranuras de música sin la entrada en tiempo real de un músico intérprete. La música, cuando se reproduce, suele ser puramente metronómica. Los rollos de música dispuestos metronómicamente se dejan deliberadamente así para permitir que un pianolista pueda crear su propia interpretación musical (como variar la dinámica, el tempo o el fraseo) a través de los controles manuales que son característicos de todos las pianolas.
Los rollos «tocados a mano» se crean capturando en tiempo real la interpretación tocada a mano de uno o más pianistas en un piano conectado a una máquina de grabación. El rollo de producción reproduce la interpretación en tiempo real de la grabación original cuando se reproduce a una velocidad constante. Se convirtió en una convención de la industria que las grabaciones de música destinadas a la danza se regularizaran en un tempo estricto a pesar de que la interpretación original tuviese ligeras fluctuaciones de tempo, como en todas las interpretaciones humanas, ya que debido al proceso de grabación y producción, cualquier fluctuación se magnificaría o exageraría en la copia final de producción, resultando en un ritmo desigual.
Los rollos de reproducción son los mismos que los rollos tocados a mano, pero tienen códigos de control adicionales para gestionar los sistemas específicos de modificación dinámica de cualquier marca de pianola, produciendo una aproximación a la dinámica del pianolista de la grabación original. Esta reproducción estaba fuera del alcance del hogar promedio en la etapa original de popularidad de estos instrumentos, aunque se comercializó con un marketing agresivo como una reproducción del «alma» del intérprete, con eslóganes comunes al estilo de «Los dedos del maestro en tu piano» o «¡Paderewski tocará para usted en su propia casa»

## Composiciones para pianola y piano de reproducción
La pianola brindó la oportunidad de crear música que es imposible de tocar por los humanos o, más correctamente, música que no fue concebida en términos de interpretación humana. Más de cien compositores escribieron música especialmente para pianola durante el siglo XX. Muchos compositores de la corriente principal experimentaron con sus posibilidades, incluidos Igor Stravinsky, Alfredo Casella o Paul Hindemith. Otros, como Conlon Nancarrow, lo convirtieron en su medio principal de expresión musical.
Las marcas Duo-Art, Ampico o Welte-Mignon eran conocidas como fabricantes de rollos de reproducción de pianola, ya que podían repetir con precisión el toque y la dinámica del artista, así como las notas del intérprete, cuando se reproducía en pianolas preparadas para ello. 
Las indicaciones en el papel de los rollos, permitían al pianolista, a modo de partitura, efectuar diferentes interpretaciones musicales, según su particular sentimiento, afectando a la velocidad o la intensidad de la música utilizando unos controles manuales ubicados frente al teclado.

## Piano de reproducción
Los rollos para el piano de reproducción se hacían generalmente a partir de interpretaciones grabadas de músicos famosos. Por lo general, un pianista se sentaría en un piano de grabación especialmente diseñado, donde el tono y la duración de cualquier nota tocada estaría marcada o perforada en un rollo en blanco, junto con la duración del pedal sostenido y una corda.
Los pianos de reproducción también pueden recrear la dinámica de la interpretación de un pianista por medio de perforaciones de control especialmente codificadas colocadas hacia los bordes de un rollo de música. Diferentes compañías tuvieron diferentes formas de anotar la dinámica, algunas técnicamente avanzadas, otras secretas y algunas dependientes por completo de las notas escritas a mano de un productor de grabación, pero en todos los casos estos jeroglíficos dinámicos tenían que convertirse hábilmente en determinados códigos perforados que necesitan los diferentes tipos de instrumentos.
Los rollos grabados se reproducen a una velocidad marcada específica, donde, por ejemplo, 70 significa 7 pies (2,1 m.) de recorrido del papel en un minuto, al comienzo del rollo. En todos los pianos neumáticos, el papel se coloca en un carrete de recogida y, a medida que se enrolla más papel, aumenta el diámetro efectivo del carrete y, con él, la velocidad del papel. Los ingenieros de pianolas eran muy conscientes de esto, como se puede ver en muchas patentes de la época, pero dado que las grabaciones de los pianos de reproducción se hacían generalmente con una unidad de recogida de carrete similar, el tempo de la interpretación grabada se puede reproducir fielmente, a pesar del incremento gradual de la velocidad del papel.
Muchas de las interpretaciones de pianistas y compositores se han conservado en rollos de pianos de reproducción. Gustav Mahler, Camille Saint-Saëns, Edvard Grieg, Teresa Carreño, Claude Debussy, Manuel de Falla, Scott Joplin, Sergei Rajmáninov, Serguéi Prokófiev, Alexander Scriabin, Jelly Roll Morton o George Gershwin se encuentran entre los compositores y pianistas cuyas interpretaciones se han grabado de esta manera y son históricas y únicas porque no existen otras grabaciones directas en disco. Se conocen como rollos de artistas.
Duo-Art contó con artistas como Ignace Jan Paderewski, George Gershwin, Maurice Ravel, Teresa Carreño, Percy Grainger, Leopold Godowsky o Ferruccio Busoni. Entre los intérpretes más destacados de la firma Ampico se incluyen Sergei Rajmáninov, Ferde Grofé, Leo Ornstein, Mischa Levitzki, Winifred MacBride o Marguerite Volavy. Welte-Mignon, el sistema de reproducción más antiguo, grabó a artistas como Gustav Mahler, Camille Saint-Saëns, Claude Debussy, Manuel de Falla, Alexander Scriabin, Enrique Granados, Eugen d'Albert, Josef Lhévinne, Raoul Pugno o Carl Reinecke (que fue el primer pianista en grabar en cualquier formato).
Existían cientos de empresas en todo el mundo que producían rollos durante el período de su máxima popularidad (1900-1927). En el ámbito hispano, hubo producción de rollos principalmente en México, Argentina o España, donde su momento de mayor venta se situó entre 1910 y 1930.

## Fabricantes de rollos de pianola en España
Las primeras pianolas llegaron a España en 1896, con rollos del repertorio internacional, sinfónico y operístico. Pronto, las editoras internacionales se dieron cuenta del mercado que representaba España e Hispanoamérica para grabar música local, incluyendo sobre todo zarzuela, en esa época, de gran éxito. Al calor del negocio, pronto se llegaron a fabricar en España rollos de música española, principalmente de zarzuela, y tan pronto como en 1903 salieron al mercado los primeros, a un precio inferior a los de importación. Entre los fabricantes más notables estaban los de España Musical en Zaragoza, Rollos Artísticos Ideal en San Sebastián, E.R.A., Minerva y Diana en Madrid, Rollos Princesa en Barcelona y Madrid, y con el mayor catálogo, Rollos Musicales Victoria en La Garriga.
El éxito entre las familias acomodadas fue grande, pero el tirón más importante fue a través de la zarzuela donde el compositor más vendido fue Jacinto Guerrero, del que la casa Victoria llegaría a producir más de cien rollos diferentes, y de los que a instancias del maestro, se llegarían a imprimir en el papel las letras de sus obras para que pudieran ser cantadas por los presentes a modo de un primitivo karaoke. Solo Wagner vendería más copias de rollos que Guerrero, al que acompañaron autores como Amadeo Vives, Francisco Alonso o Ruperto Chapí.
Actualmente existe un proyecto vivo a través de la Biblioteca Digital Hispánica donde se han digitalizado y consolidado la posibilidad de escuchar los originales rollos de pianola existentes en la Biblioteca Nacional de España.